# Apis mellifera litorea
Apis mellifera litorea este o subspecie a albinei melifere europene (Apis mellifera) din estul Africii. 